# Dominikanski samostan Novi klošter
Novi klošter (nemško Neukloster) je nekdanji dominikanski samostan v Založah pri Polzeli, ki ga je sredi 15. stoletja dal zgraditi Friderik II. Celjski.
Samostan je imel pestro zgodovino, saj so ga kmalu po ustanovitvi zavzeli Turki, napadli kmetje, služil je kot utrdba in noviciat, velik del poslopja pa je poškodoval požar.
S cesarskim dekretom Jožefa II. 1787 je bil samostan razpuščen. Kasnejši lastniki so ga večkrat prezidali in mu prvotno podobo precej spremenili. Današnji novogotski in graščinski videz je iz prve polovice 19. stoletja.
Po drugi svetovni vojni je del poslopja služil stanovanjskim namenom, sicer pa je bila zgradba prepuščena propadanju. Od leta 2010 ga postopoma obnavlja novi lastnik, Zavod Tromostovje. Kot konferenčni center služi družabnim, kulturno izobraževalnim in duhovnim dejavnostim.

## Zgodovina

### Dominikanski samostan
Ustanovitev Novega kloštra je tesno povezana s Celjani, saj ga je na svojem lovskem ozemlju dal postaviti Friderik II. Celjski, ki je ustanovno listino izdal 1453. Samostan in cerkev z bližnjimi posestmi je po soglasju oglejskega patriarha Ludvika III. in papeža Nikolaja V. podaril dominikanskemu redu. Dominikanci so bili proti koncu njegovega življenja Friderikovi spovedniki in po mnenju Jožeta Mlinariča je mogoče, da je samostan ustanovil z namenom, "da bi dominikanci postali varuhi njegovih zemeljskih ostankov in molivci za pokoj njegove, s tolikimi pregrehami obtežene duše." Po izumrtju celjskih grofov je habsburški cesar Friderik III. leta 1459 redovnikom ustanovitvene pravice in posestva potrdil.
Novi klošter so 1479 napadli in zavzeli Turki. Pri tem so bili trije menihi, vključno s priorjem, zasužnjeni in eden ubit. Bogoslužne prostore so oskrunili, številne svete podobe in kipe pa razbili. Samostan je bil nato nekaj let opuščen. Konec 15. stoletja je oglejski generalni vikar onečaščen oltar znova posvetil in pozval vernike, naj pomagajo pri utrditvi samostana in varovanju pred novim napadom.
Po obnovi je v 16. stoletju z obrambnim zidom, jarkom in petimi stolpi služil kot utrdba, a se je zaradi ponovnih napadov in visokih dajatev znašel v gmotni stiski. Menihi so morali zato zastavljati dele svojih razkropljenih posesti in prejemati posojila, s čimer je rasel dolg, krizo pa je kasneje rešila podpora deželnih stanov. Na samostansko življenje in disciplino je poleg gospodarskih težav negativno vplival tudi protestantizem, čeprav do večjih odpadov ni prišlo. Vizitacija iz 1593 poroča, da samostan »bratje in njihovi služabniki varujejo kot utrdbo« in da »živijo hudo svobodno.«
Leta 1635 so ga v času drugega slovenskega kmečkega upora zasedli in izropali sosednji krajani, ki so se dominikancem uprli zaradi previsokih dajatev in tlake. Svoje pritožbe so naslovili na notranjeavstrijsko vlado, ki je takratno italijansko vodstvo samostana obvestila o vsebini podložniških zahtev in mu naročila, naj se z njimi poravna. Strani sta se uspeli pogoditi šele po več mesecih. Med drugim je bilo določeno, naj bodo za vodstvo samostana vedno postavljeni menihi, ki bodo znali tako nemško kot slovensko. Kljub temu so odnosi ostajali napeti vse do konca stoletja. Posebej trdo je do podložnikov ravnal novokloštrski prokurator Dominik Majhen, s katerim so težave imeli tudi njegovi sobratje.
V začetku 18. stoletja je imela dominikanska redovna provinca v Novem kloštru svoj noviciat. Redovniki so poživljali ljudsko pobožnost in ustanavljali rožnovenske bratovščine. Sredi 18. stoletja ga je po streli močno poškodoval požar, ki je uničil zvonik in del samostanske cerkve Naše ljube Gospe in večji del poslopja.

### Dvorec
Z dvornim odlokom je bil 1787 samostan razpuščen, njegovo imetje, ki je po odbitju dolgov znašalo 90.736 goldinarjev, pa zaplenjeno. Nekateri redovniki in prior so odšli v Gradec, drugi v Breže na Koroškem. Ohranil se je gotski kip Marije z Jezusom oz. sedeče Madone, ki se sedaj nahaja v cerkvi sv. Petra v Savinjski dolini, in orgle, ki se bile prenesene v Stranice. Številne knjige in umetniški predmeti so šli v tujino, zlasti v Gradec in na Dunaj, ali bili izgubljeni. Po razpustitvi je izobraževanje okoliškega prebivalstva v samostanskih prostorih potekalo še naprej, vse do 1794, ko se je osnovna šola (trivialka) preselila na Polzelo.
Leta 1803 je prišel dekret, naj odpeljejo tri zvonove samostanske cerkve v Celje. Toda okoliški kmetje so se uprli in odvzem zvonov preprečili. Odpeljani so bili šele po tem, ko je okrožni komisar poslal 60 vojakov. Na več sto upornih kmetov, ki so vojake začeli obmetavati s kamni, so začeli streljati in en kmečki fant je pri tem umrl.
Poslopje je bilo 1805 prodano civilnemu kupcu, Jakobu Brezicu. Naslednji lastnik, Josef Oesterlein, je dal 1826 samostansko cerkev Naše ljube gospe podreti in na mesto grajske kapele postaviti cerkvico sv. Dominika, ki pred dvorcem stoji še danes. Z različnimi rušitvami in zidavami je samostanski kompleks spremenil v graščinskega.
Kaiserjeva litografija kaže spremembe, ki jih je samostan doživljal po razpustitvi. Obrambnega obzidja s stolpi in jarkom ni več, prav tako ne samostanske cerkve in prizidka do cerkve. Do vhoda dvorca vodi široka cesta, posest pa je na južni strani obdana z živo mejo. Južno od dvorca se nahaja sadovnjak, ob cerkvi leseno gospodarsko poslopje, v ozadju pa opazimo še eno gospodarsko poslopje. Cerkveni zvonik pokriva čebulasta streha.
K samostanu je spadala tudi manjša cerkev sv. Dominika iz sredine 17. stoletja, ki se je nahajala severovzhodno od samostana na manjšem griču, a je bila po razpustitvi samostana prepuščena propadanju. Sliko svetnika hranijo v šempetrski župniji. Večjo obnovo je v graščino spremenjeni samostan doživel v drugi polovici 19. stoletja v lastništvu Ignacija Kurza, ko je poslopje dobilo nadstropno povezavo s cerkvijo in neogotski vogalni stolp.
Poslopje je v zasebni lasti ostalo do časa med obema vojnama, ko je bil njegov lastnik Oto Parin. Na posestvu, obdanem s parkom eksotičnih dreves in ribniki še iz samostanskih časov, je uspešno gospodaril z mlečno živinorejo, poljščinami in hmeljem. Njegov sin Paul (Paul Parin), ki je na dvorcu preživel mlada leta, se je v Švici, kamor se je judovska družina ob nemški okupaciji preselila zaradi antisemitizma, uveljavil kot kirurg, psihoanalitik in pisatelj. Svoje spomine nanje je delil v nekaterih intervjujih in jih literarno vpletel v knjigah Zanesljiva znamenja spreminjanja in Karakul.
V dvorcu se je med drugo svetovno vojno naselila nemška vojska. Bil je popolnoma izpraznjen in v povračilnih dejanjih deloma požgan, po vojni pa je pristal v državnih rokah. V njem so uredili socialna stanovanja, a so bila bivališča za približno 25 ljudi skromna in življenjsko neustrezna. V iskanju dela in boljšega življenja jih je oblikoval poseben občutek pripadnosti Novemu kloštru.

### Konferenčni center Polzela
Po osamosvojitvi je lastništvo bilo v rokah Občine Polzela. Po manjši prenovi je bila v njem ustanovljena knjižnica, odvijale pa so se tudi kulturne dejavnosti v okviru slovensko-švicarskega društva Slovica.
Občina je zadnje prebivalce iz poslopja preselila pred prodajo Zavodu Tromostovje s sedežem v Ljubljani, ki je dvorec kupil na dražbi in ga s postopnim obnavljanjem v skladu s spomeniškim varstvom spremenil v konferenčni center. V okviru Konferenčnega centra Polzela deluje tudi društvo Dvorec, ki med drugim pripravlja etnografske raziskave in se posveča kulturnim in vzgojno-izobraževalnim dejavnostim.
Deloma je obnovljen najstarejši, severni del poslopja z vogalnim stolpom iz prve polovice 16. stoletja, zahodni trakt iz sredine 18. stoletja, jugozahodni iz konca 17. in nadstropni prizidek do cerkve na južni strani iz 19. stoletja. Pred obnovitvijo ostalih delov in fasade je v načrtu preureditev podstrešja v mansardo.

## Galerija
- Dovoz
- Vhod
- Dvorišče in hodnik
- Opuščena cerkev
- Dvorišče
- Notranji hodnik
- Notranji prostor
- Soba s freskami
- Dvorec in Spodnja Savinjska dolina

## Seznam priorjev
Pavel iz Dunajskega Novega mesta (1479), Mihael (1488), Janez Hiersperger (1501), Bernard Neuberger (1525), Kilian (1527–1534), Martin Hertlde Samido (1539–1542), Tomaž Quantisch (1543), Matej de Santo (1546), Andrej Verotica/Vojvodic (1548), Janez iz Zadra (1551), Blaž iz "Weromtiza" (1553), Jurij iz Dalmacije (1555), Vincenc Kavalir (1558), Anton Rohin (1562–1571), Angel Zameko iz Tržiča (1571), Pavel Vigius/Bigius (1571–1573), neki Hrvat (1574), Peter Otton (1575–1578), Krizostom Draconita (1579), Andrej Kyez (1579), Julij iz Zadra (1589), Frosinelli (1591), Tomaž iz Splita (1591–1592), Simon iz Zadra (1593), Gregor Romanus de Tibure (1596–1598), Viljem Boronino (1599) / Viljem iz "Casabis" (1600–1602), Dumanus iz Splita (1620), Benedikt, Kornelij iz "Soncino", Angelo Borella iz Briksna (1626–1634), Salvator Moscheni iz Benetk (1635), Silvij Martij (1636–1637), Andrej Picardi iz Trsta (1638–1641, 1653–1656), Pavel Merenda (1641–1647), Karel Moscon de Gandino (1647–1649), Marko Emersperger (1652–1653), Dominik Moškon / Moscon (1656–1659, 1668), Jeremija Stierzer (1661–1667), Mavricij Cincinno (1680–1684), Vincenc Abel / Ambrozij Capello (1685–1687), Tomaž Bucelleni (1687–1691), Dominik Ranfftlhoven (1691–1695), Dominik Wiel(l)and (1697, 1700, 1709–1717), Dominik Imanger (1727–1731), Jožef Ocepek (Ozzepig) (1747–1749, 1756–1758, 1787), Karol Murner (1768), Frančišek Ksaverij Hilleprand / Franc Hileprant (1787).

## Seznam lastnikov
Od razpustitve samostana 1787 so bili lastniki Novega kloštra naslednji:
Jakob Brezic (1805–1826), Jožef Oesterlein (1826–1843), Ferdinand Anton Aichelburg (1843–1848), Ignacij Kurz (1858–1870), Herman Wurmbrand (1870–1890), Johann Plater pl. Broel (1890–1893), Samuel Samueli (1893–1895), Klara Schicho in Gvido Riedl (1895–1904), Oto Parin, roj. Otto Wilhelm Pollack (1904–1945), država / občina (1945–1991), Občina Polzela (1991–2010), Zavod Tromostovje (2010–).

## Sklic
1. ↑  »Novo življenje za Novi klošter pri Polzeli«. 6. november 2011. Pridobljeno 11. januarja 2020.
2. ↑  Kolar (2016), Zgodovina krščanstva na ozemlju celjske škofije, str. 99
3. 1 2  Mlinarič (2009), Dominikanski samostan na Ptuju, str. 26.
4. ↑  Kovačič (1928), Zgodovina Lavantinske škofije, str. 133–34.
5. ↑  Koropec (1984), Zemljiško gospostvo Novi klošter do konca 17. stoletja, str. 208.
6. ↑  Kolar (2016), Zgodovina krščanstva na ozemlju celjske škofije, str. 100.
7. ↑  Kovačič (1928), Zgodovina Lavantinske škofije, str. 260.
8. ↑  »Kronološki pregled«. Župnija Polzela. Pridobljeno 13. januarja 2021.
9. ↑  Orožen (1880), Das Bisthum und die Diözese Lavant, str. 514.
10. ↑  Mlinarič (2009), Dominikanski samostan na Ptuju, str. 175–177, 187.
11. ↑  Koropec (1984), Zemljiško gospostvo Novi klošter do konca 17. stoletja, str. 210–214.
12. ↑  Orožen (1880), Das Bisthum und die Diözese Lavant, str. 525.
13. ↑  Kovačič (1928), Zgodovina Lavantinske škofije, str. 329.
14. ↑  »110 let šole – časovni trak« (PDF). Osnovna šola Polzela. Pridobljeno 13. januarja 2021.
15. ↑  Orožen (1880), Das Bisthum und die Diözese Lavant, str. 525–26.
16. ↑  Orožen (1880), Das Bisthum und die Diözese Lavant, str. 537.
17. ↑  Deanovič, Boris (2012). Novi klošter - Dvorec s parkom, EŠD 10412: konservatorski načrt: mapa 01. Ljubljana: Zavod za varstvo kulturne dediščine Slovenije, Restavratorski center. COBISS 512791339.
18. ↑  Curk (1984), Gradbeni oris Novega kloštra in njegovega gospostva, str. 222.
19. ↑  Tavčar, Tone. »Spominski večer v počastitev dr. Paula Parina«. Mojaobčina.si/Polzela. Pridobljeno 2. marca 2021.
20. ↑  Podpečan, Blaž (2015). "Dvorec Novi klošter in družina Parin". Polzelan, 30. 10. 2015, str. 31–32. (COBISS)
21. 1 2 3  Pukl, Valerija (2015). "Razcvet Novega Kloštra". Polzelan, 25. 9. 2015, str. 32–33. (COBISS)
22. 1 2  Forjan, Katja (2018), Življenje na dvorcu Novi Klošter po drugi svetovni vojni: diplomsko delo. Mentorica Mateja Habinc. UL FF, Oddelek za etnologijo in kulturno antropologijo. Str. 40–43.
23. ↑  Curk (1984), Gradbeni oris Novega kloštra in njegovega gospostva, str. 221.